# Aphilodon transvaalicus
Aphilodon transvaalicus är en mångfotingart som beskrevs av Lawrence 1963. Aphilodon transvaalicus ingår i släktet Aphilodon och familjen Aphilodontidae. Inga underarter finns listade i Catalogue of Life.